# Contea di Wabash (Indiana)
La contea di Wabash (in inglese Wabash County) è una contea dello Stato dell'Indiana, negli Stati Uniti. La popolazione al censimento del 2000 era di 34 960 abitanti. Il capoluogo di contea è Wabash. Tanto la contea quanto la città capoluogo prendono nome dal fiume Wabash, che le attraversa entrambe nel suo percorso da est verso ovest.

## Geografia fisica
Contea interna dell'Indiana, situata nella parte centro settentrionale dello Stato, confina a nord con la Contea di Kosciusko e a nordest con la Contea di Whitley, a est con la Contea di Huntington, a sud con la Contea di Grant, a ovest con la Contea di Miami e a nordovest con la Contea di Fulton. In base ai dati dello United States Census Bureau, ha una superficie totale di 1091 km², una ventina dei quali sono occupati dalle acque interne.
Oltre che dal fiume Wabash, che l'attraversa insieme al canale navigabile Wabash and Erie, è bagnata anche dai fiumi Mississinewa, Eel, Bluegrass e Salamonie.